# Манфалути, Мустафа Лутфи
Мустафа Лутфи аль-Манфалути (араб. مصطفى لطفي المنفلوطي‎; 1876, Манфалут, Египет — 1924, Каир) — египетский писатель.

## Творчество и взгляды
Учился в университете аль-Азхар (ученик шейха Мухаммеда Абдо).
Начал печататься с 1908 года в каирской газете мусульман-реформистов «аль-Муайяд» («Поддерживаемый [Аллахом]»).
Автор рассказов, очерков, эссе, обработок известных произведений французской литературы («Поль и Виргиния», «Сирано де Бержерак» и др.).
Отрицая роль Запада в развитии арабской культуры, в то же время сам испытал на себе влияние французской литературы, в том числе Ж. Ж. Руссо и В. Гюго. В сентиментальных рассказах проповедовал «долг милосердия» ко всем слабым и беззащитным, критиковал социальную несправедливость. Его стиль, по словам И. Ю. Крачковского, — «...образец строго классического языка пуриста, с легкостью удовлетворяющего всем запросам современности».